# Florian Thauvin
Florian Tristan Mariano Thauvin (* 26. Januar 1993 in Orléans) ist ein französischer Fußballspieler. Der offensive Mittelfeldspieler ist ehemaliger Nationalspieler von Frankreich und gewann mit der Auswahlmannschaft 2018 die Weltmeisterschaft in Russland. Seit August 2025 spielt er für den RC Lens.

## Karriere

### Vereine
Thauvin wechselte, nachdem er zuvor für mehrere kleinere Vereine gespielt hatte, 2008 in die Jugendabteilung des französischen Profivereins Grenoble Foot. Im Jahr 2010 wurde er schließlich in die erste Mannschaft befördert, für die er 2010/11 drei Kurzeinsätze hatte. Am 11. März 2011 stand er als 18-Jähriger erstmals in der Ligue 2 auf dem Platz.
Er verließ den Klub am Ende der Saison und wurde zum Ligakonkurrenten SC Bastia transferiert. Dort kam er am 23. September 2011 erstmals in einem Pflichtspiel zum Einsatz. Nachdem er in der Hinrunde nur auf wenig Einsatzzeiten gekommen war, gehörte er nach dem Jahreswechsel fest zur Elf. Insgesamt absolvierte er 2011/12 14 Pflichtspiele. Am Ende der Spielzeit sicherte sich die Mannschaft den Meistertitel und stieg in die Ligue 1 auf. In der Saison 2012/13 wurde Thauvin Stammspieler und erzielte am 28. Oktober 2012 seine beiden ersten Treffer im Profifußball. Im Januar 2013 unterschrieb er einen Vierjahresvertrag beim OSC Lille. Zunächst spielte er aber auf Leihbasis ein weiteres halbes Jahr bei seinem alten Klub aus Bastia. Dort konnte er sich nochmals steigern und erzielte nach Bekanntwerden des Transfers sieben Tore in 13 Ligaspielen. Bei den Trophées UNFP du football wurde er als bester Jugendspieler der Saison ausgezeichnet.
Im Sommer 2013 absolvierte Thauvin beim OSC Lille zwar die Saisonvorbereitung, wurde im September aber an den Champions-League-Teilnehmer Olympique Marseille verkauft, ohne ein Ligaspiel absolviert zu haben. Hierbei wurde Thauvins Verhalten in der Öffentlichkeit als unprofessionell kritisiert, da er den Wechsel durch einen Trainingsstreik erzwungen habe. In Marseille unterschrieb der Mittelfeldmann einen Fünfjahresvertrag. Einige Tage später absolvierte er sein erstes Ligaspiel für seinen neuen Verein. Am 14. September 2013 kam er im Spiel gegen den FC Toulouse zum Einsatz. Am 18. September 2013 gab er sein Champions-League-Debüt im Spiel gegen den FC Arsenal. Er erzielte am 26. Oktober 2013 seinen ersten Pflichtspieltreffer für Olympique. In der Saison zeigte er schwankende Leistungen, gehörte aber meist zur Stammformation und erzielte acht Treffer. Im August 2015 wechselte er nach England zu Newcastle United. Am 31. Januar 2016 wurde er zunächst bis zum Ende der Saison 2015/16 wieder an Olympique Marseille verliehen. Auch die Saison 2016/17 spielte er auf Leihbasis in Marseille, danach kehrte er fest zu Olympique zurück. Nach vier weiteren Spielzeiten in Marseille schloss er sich zum 1. Juli 2021 ablösefrei dem mexikanischem Klub-WM-Finalisten UANL Tigres an.
Im Januar 2023 wechselte er nach Italien zu Udinese Calcio und unterschrieb dort einen Vertrag bis Sommer 2025. Nach 73 wettbewerbsübergreifenden Einsätzen mit 25 direkten Torbeteiligungen für Udinese verließ Thauvin den Verein im August 2025 und kehrte nach Frankreich zurück, dieses Mal zum RC Lens.

### Nationalmannschaft
Thauvin ist seit 2011 französischer Jugendnationalspieler. Die meisten Spiele absolvierte er für die U-20, die er 2013 auch zur U-20-WM in die Türkei begleitete. In diesem Turnier, bei dem die Franzosen das Finale gegen Uruguay gewannen, kam er siebenmal zum Einsatz und erzielte drei Tore. Seit der Qualifikation zur Europameisterschaft 2015 kommt er für die U-21 zum Einsatz. Beim 6:0 gegen Armenien am 14. November 2013 erzielte er drei Tore.
Im März 2017 wurde Thauvin erstmals ins Aufgebot der französischen A-Nationalmannschaft berufen. Im Juni 2017 gab er im Freundschaftsspiel gegen Paraguay seinen Einstand. Mit der Nationalmannschaft nahm Thauvin auch an der WM 2018 in Russland teil. Er kam dort zu einem Einsatz und wurde mit seiner Mannschaft Weltmeister.

## Spielweise
Thauvin kann im offensiven Mittelfeld auf dem Flügel und als Zehner spielen. Zu seinen Stärken gehören das Dribbling, der Torabschluss und sein Antritt. Als Linksfüßer schlägt er auf der Außenbahn viele Flanken. Aufgrund seiner Statur fällt es ihm schwer, den Ball unter Druck zu behaupten.

## Titel und Erfolge
Verein
- Meister Ligue 2: 2012

Nationalmannschaft
- U-20-Weltmeister: 2013
- Weltmeister: 2018

Individuelle Auszeichnungen
- Frankreichs Nachwuchsspieler des Jahres: 2013
- Spieler des Monats der Ligue 1 (3): März 2017, November 2017 und Januar 2018